# Рюэллан, Андре
Андре Рюэллан (фр. André Ruellan; 7 августа 1922, Курбевуа, О-де-Сен — 10 ноября 2016, Париж) — французский писатель
-фантаст, сценарист, медик, доктор медицины.

## Биография
Изучал медицину в университете до 1947 года. До 1957 года работал по профессии, получив степень доктора медицины.
Первый свой роман он опубликовал в 1955 году под псевдонимом Курт Штайнер, под этим псевдонимом издал 22 романа. Использовал псевдонимы Курт Дюпон, Андре Лувиньи, Флетчер Майлз, Базейлиус Шморл, Люк Виган, Курт Варгар и др.
в 1963 г. впервые издал под своим настоящим именем эссе «Manuel du savoir-mourir», получившее премию «l’Humour noir» («Чёрный юмор»).
В 1970-х годах начал активно участвовать в жизни французского кинематографа. Работал над сценариями фильмов совместно с такими людьми, как Жан-Пьер Моки и Пьер Ришар, в том числе он написал сценарий к фильму «Рассеянный» с П. Ришаром в главной роли. Режиссёр Ален Жессюа поставил несколько фильмов по его сценариям.

## Награды и премии
- Европейская премия в области НФ / EuroCon (1972, ESFS Awards)
- Премия «Grand prix de la science-fiction française» (1985)
- Большая премия Воображения / Grand Prix de l’Imaginaire (1985)
- Премия Сирано / Prix Cyrano (2009)

## Избранная библиография
- Alerte aux Monstres (под псевдонимом Курт Варгар) (1953)
- Le Bruit du Silence (1955)
- Pour Que Vive Le Diable (1956)
- Fenêtres sur l’Obscur (1956)
- De Flamme et d’Ombre (1956)
- Le Seuil du Vide (1956)
- Les Rivages de la Nuit (1957)
- Je Suis Un Autre (1957)
- L’Envers du Masque (1957)
- Les Pourvoyeurs (1957)
- Sueurs (1957)
- L’Herbe aux Pendus (1958)
- La Marque du Démon (1958)
- Lumière de Sang (1958)
- Syncope Blanche (1958)
- La Village de la Foudre (1958)
- Le Prix du Suicide (1958)
- Menace d’Outre-Terre (1958)
- La Chaîne de Feu (1959)
- Dans un Manteau de Brume (1959)
- Mortefontaine (1959)
- Salamandra (1959)
- Le 32 Juillet (1959)
- Glace Sanglante (1960)
- Le Masque des Regrets (1960)
- Aux Armes d’Ortog (1960) ISBN 978-1-935558-28-6
- S.O.S. Passé (под псевдонимом Андре Лувиньи) (1960)
- Manuel du Savoir-Mourir (под своим именем) (1963)
- Les Improbables (1965)
- Les Océans du Ciel (1967)
- Ortog et les Ténèbres (1969) ISBN 978-1-935558-28-6
- Les Enfants de l’Histoire (1969)
- Le Disque Rayé (1970)
- Tunnel (под своим именем) (1973)
- Brebis Galeuses (1974)
- Un Passe Temps (1979)
- Les Chiens (под своим именем) (1979)
- Mémo (под своим именем) (1984)
- Grand Guignol 36-88 (1988)
- Le Terme (под своим именем) (1995)
- On a Tiré sur le Cercueil (под своим именем) (1997)

## Избранная фильмография
- Рассеянный (1970)
- Несчастье Альфреда (1972)
- Le Seuil du vide (1974)
- Собаки / Les Chiens (1979)
- Рай для всех / Paradis pour tous (1982)
- Divine Enfant (1989)
- Туристы? О да! / Touristes? Oh yes! (2004)
- Доброволец / Le bénévole (2007)
- Гнев / Colère (телефильм, 2010)